# Government Saadat College
Government Saadat College (bengalisch সরকারী সা'দত কলেজ) ist ein altes staatliches College in Karatia, Tangail, Bangladesch. Es wird oft als Karatia College bezeichnet und wurde im Juli 1926 gegründet. Das College befindet sich in Karatia in der Nähe des Dhaka-Tangail-Highways und ca. 7 km vom Zentrum von Tangail entfernt. Der erste Schulleiter (Principal) des College war Ibrahim Khan, der auch Gründer und Schulleiter des Bhuapur College in Bhuapur, Tangail, war. Dieses College wurde später in Ibrahim Khan Government College umbenannt.

## Geschichte

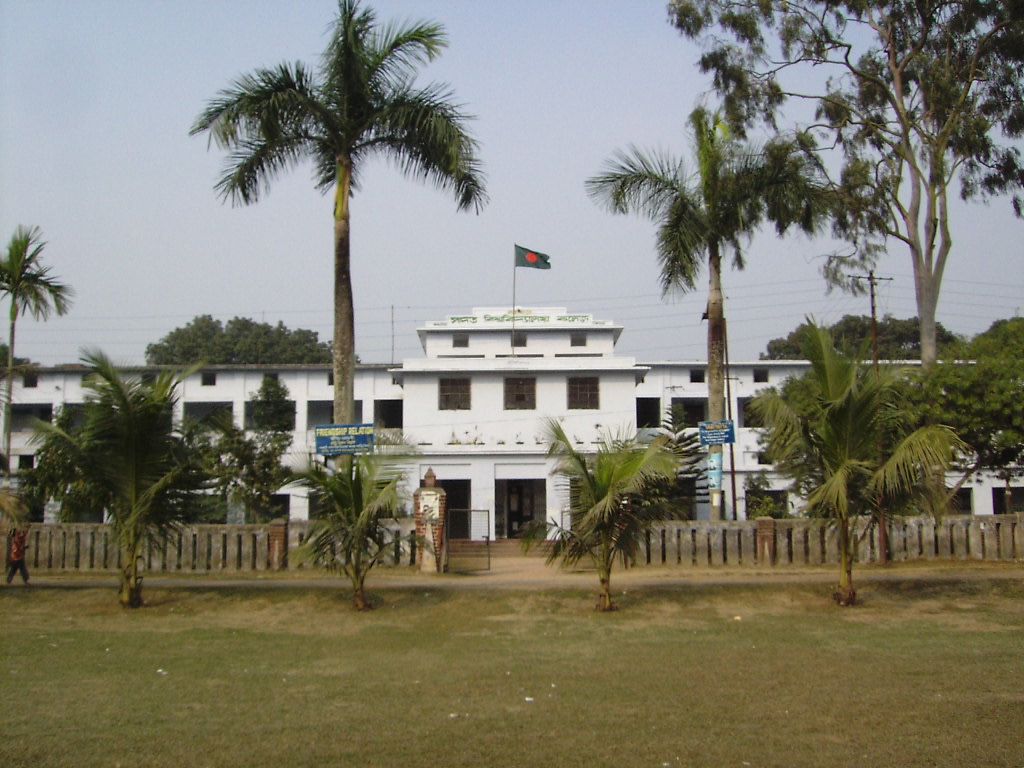
Verwaltungsgebäude

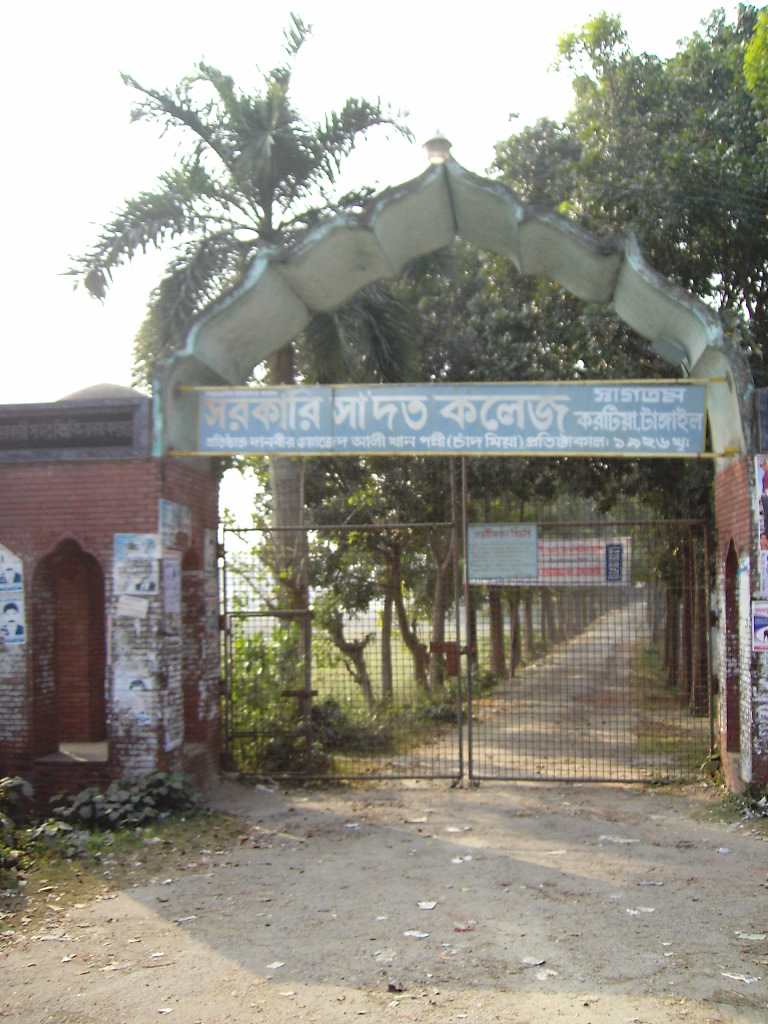
Eingang zum Saadat College

Das Sadat College ist das erste College in Bangladesch, welches durch einen muslimischen Zamindar gegründet worden ist: Wazed Ali Khan Panni, ein Zamindar und Pädagoge aus Tangail. Er benannte es nach seinem Großvater Saadat Ali Khan Panni. Ein Gründungsmitglied des Saadat College war der damalige Schulleiter Ibrahim Khan. Er war auch der erste Chief Executive und arbeitete dort bis 1947. Das College erhielt 1938 akademische Ausrichtung. Ein Honours Course wurde 1966 eingeführt und der Master Course 1974. Die Regierung von Bangladesch machte am 7. Juli 1979 das Saadat College zu einem National University College. Das Honours Programme wird in 16 Fächern und das Masters Programme in 10 Fächern abgenommen. Das College ist anerkannt als Postgraduate College.
Im Bangladesch-Krieg spielte das College eine wichtige Rolle.

## Fakultäten und Abteilungen
Saadat University hat vier Fakultäten:
Faculty of Arts (Freie Künste – B.A.)
- Department of English
- Department of Bengali
- Department of History (Geschichte)
- Department of Philosophy
- Department of Islamic history and culture (Islamische Geschichte und Kultur)
- Department of Islamic study (Islamstudien)

Faculty of Science (Naturwissenschaften – B.SC)
- Department of Physics (Physik)
- Department of Chemistry (Chemie)
- Department of Math (Mathematik)
- Department of Zoology (Zoologie)
- Department of Botany (Botanik)

Faculty of Social Science (Sozialwissenschaften – B.S.S)
- Department of Economics (Wirtschaftswissenschaften)
- Department of Social welfare (Sozialarbeit)
- Department of Political science (Politikwissenschaften)

Faculty of Commerce (Handel – B.B.A.)
- Department of Accounting (Buchführung)
- Department of Management (Management)
- Department of Marketing
- Department of Banking  & Finance

Das College bietet Master-Abschlüsse in Englisch, Zoologie, Chemie und Mathematik.

## Einrichtungen und soziale Organisationen

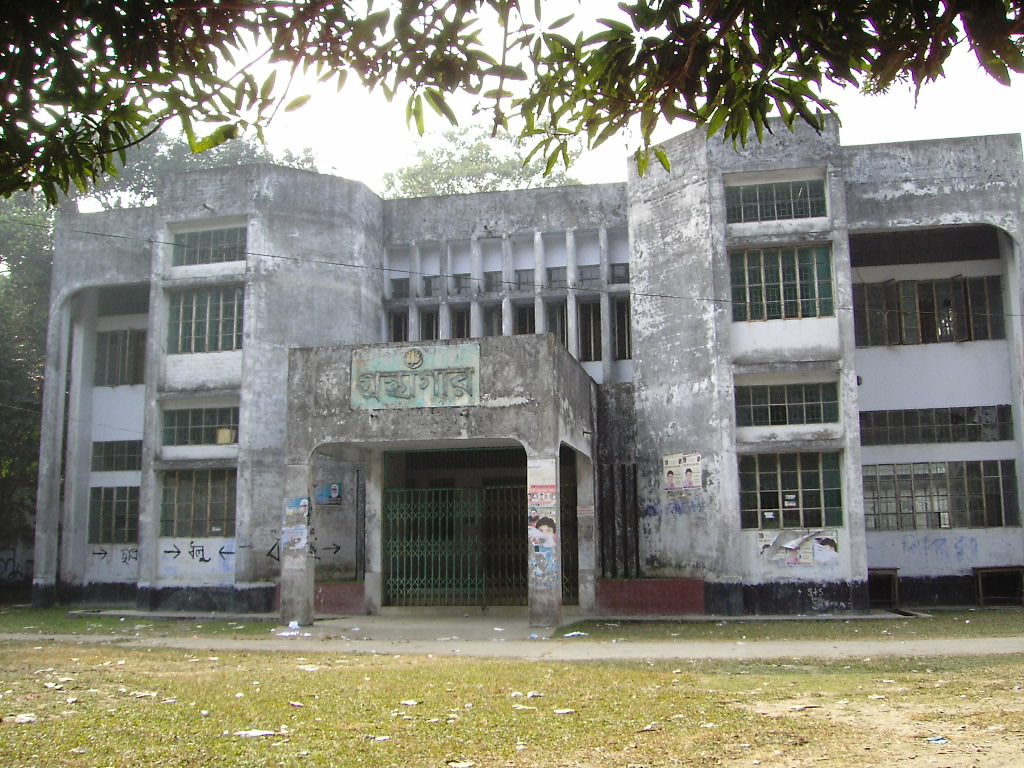
Zentralbibliothek

Das Hauptgebäude des College liegt in einem Campus mit einer Fläche von 27 Acre (11 ha). Auf dem Campus gibt es ein College Auditorium, zwei Studentenwohnheime, eine Zentralbibliothek, Gesundheitsservices, eine Sportbüro, ein B.N.C.C-Büro, ein Büro der Rover Scouts, eine Moschee und eine Kantine für die Studenten. Außerdem gibt es 5 Labore für die Naturwissenschaften: (I) Physics, (ii) Chemistry, (iii) Math, (iv) Zoology, (v) Botany; sowie 16 Seminarräume.
Die Bibliothek des College verfügt über 200 seltene alte Manuskripte, unter anderem einige Manuskripte des Schāhnāme. Seit seiner Gründung hat das College auch immer Unterkünfte für die Studenten bereitgestellt.

### Bangladesh National Cadet Corps (BNCC)

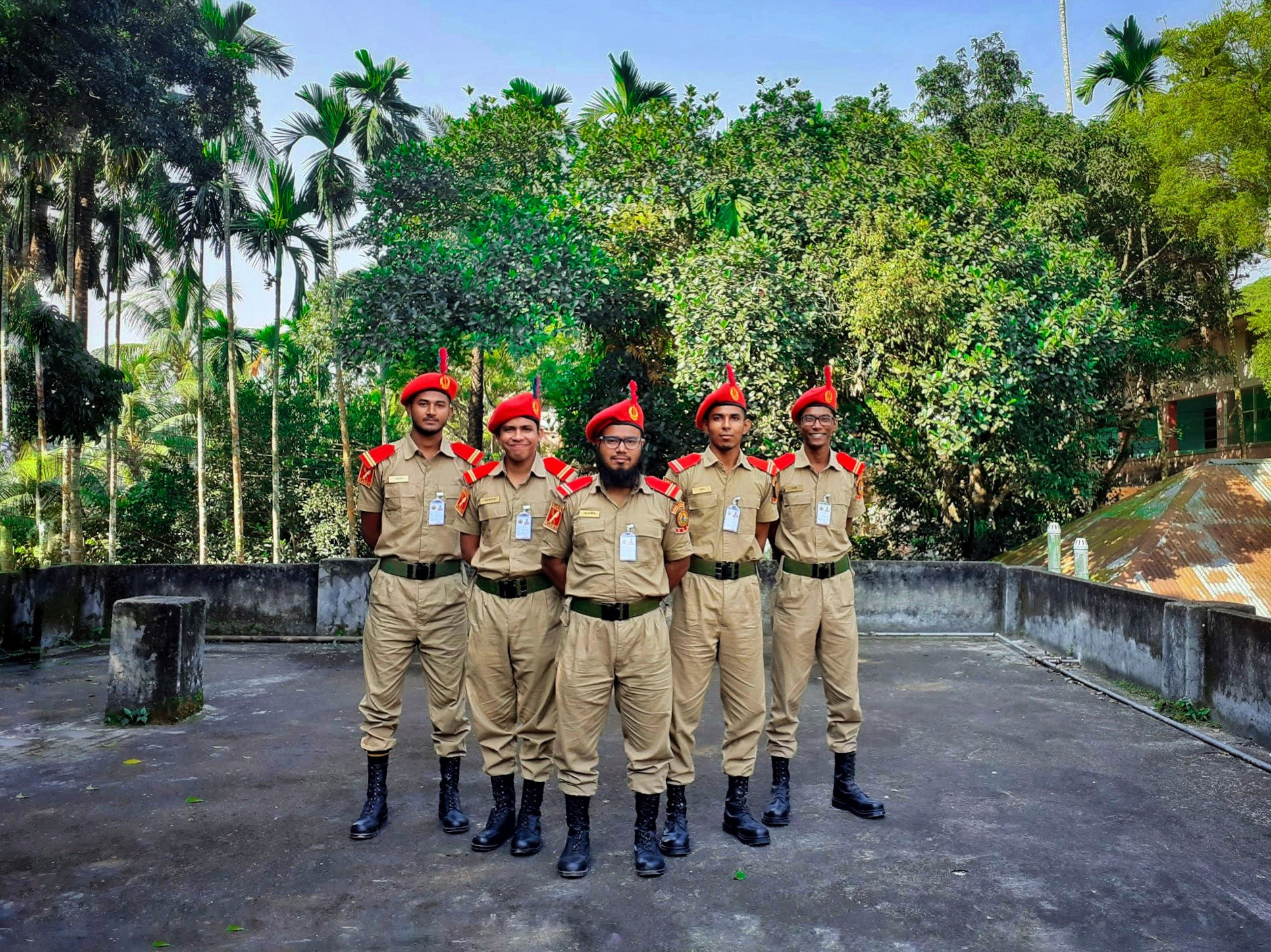
Saadat College BNCC Cadets

Nach der Gründung des Bangladesh National Cadet Corps (BNCC), wurde am Government Saadat College eine eigene Ortsgruppe geschaffen. Die ersten Kommandanten der Gruppe waren Mohamad Abdul Majid (P.U.O.) und Mohamad Nobi Haider Badal (C.U.O.). Am 1. August 2018 wurde nach vielen Änderungen eine Frauen-Mannschaft begründet (BNCC Women’s Platoon). Die Kadetten des Saadat College haben schon an vielen Stellen zum Wohlergehen des Landes beitragen können. Die Hoffnung ist, dass auf Dauer eine eigenständige paramilitärische Einheit entstehen kann.

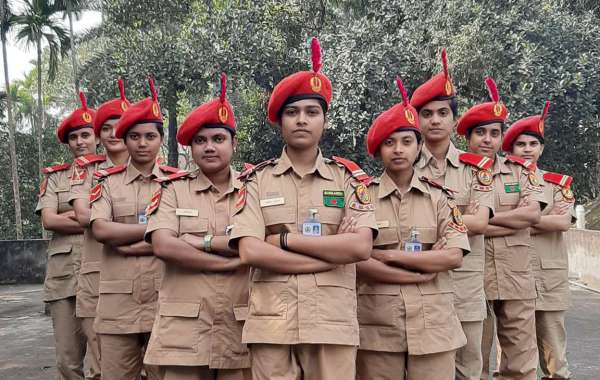
BNCC Girls Cadets

## Wohnheime

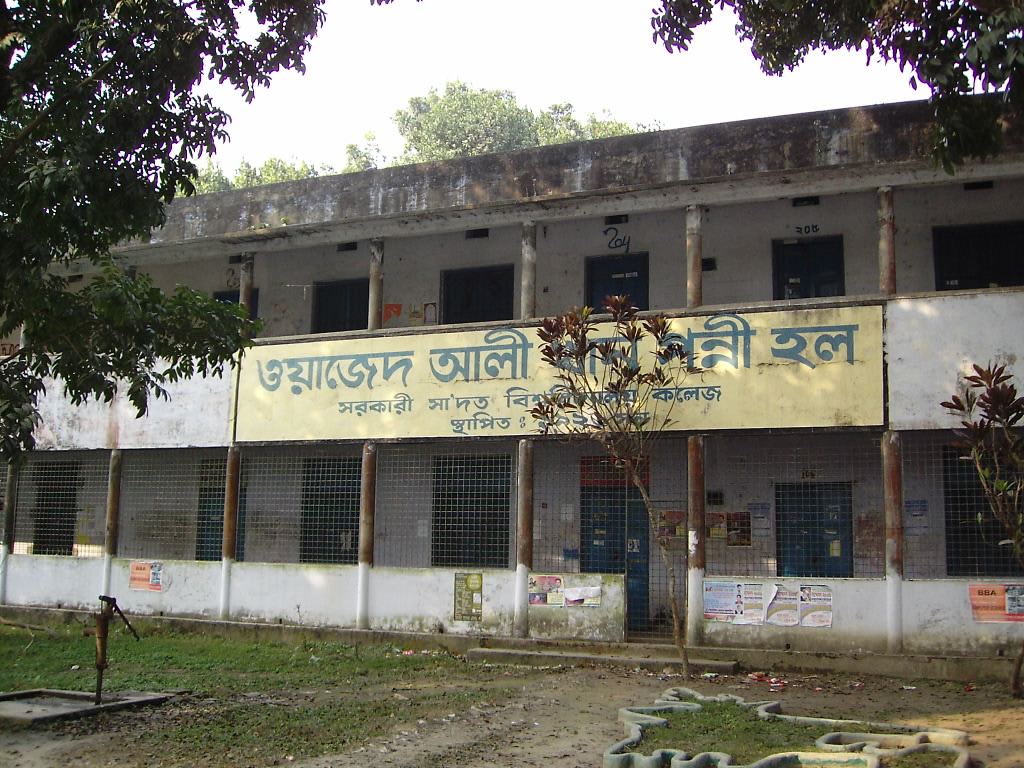
Wazed Ali Khan Panni Hall

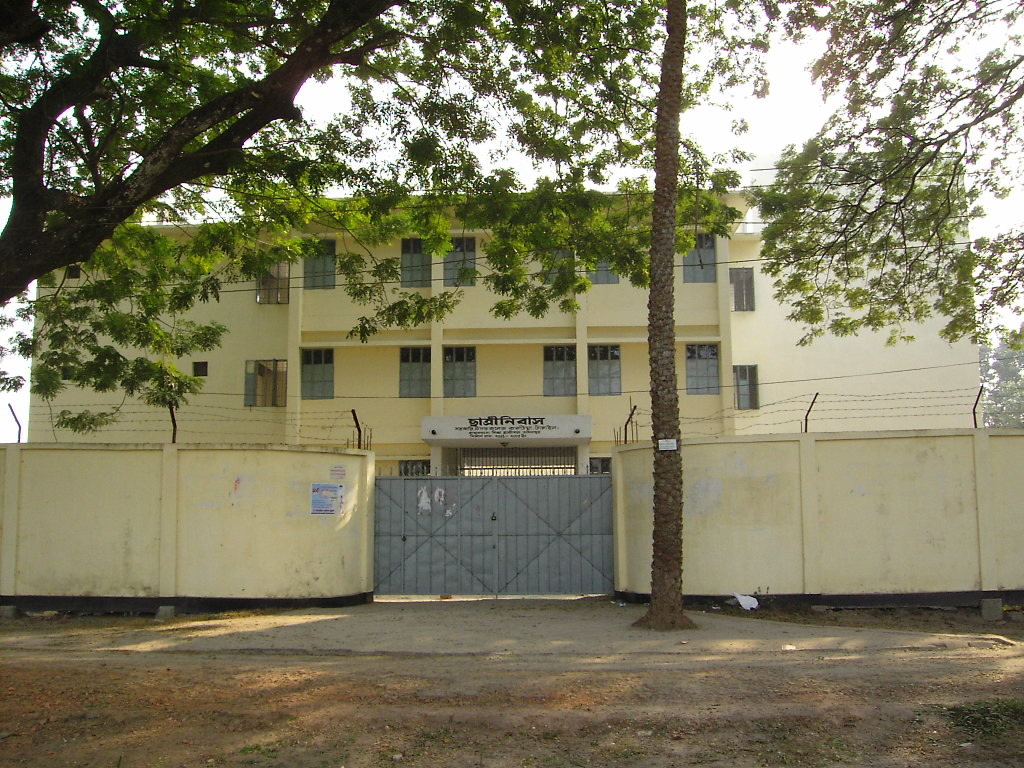
Chhatrinibas Hall

Mittlerweile gibt es 6 Studentenwohnheime. Vier für männliche Studierende und zwei für weibliche Studierende:
- Wazed Ali Khan Panni Hall
- Ebrahim Khan Hall
- Somman Hall
- Uttara Hall
  - Fazilatunnesa Hall
  - Chhatrinibas Hall

Weitere Studentenwohnheime für weibliche Studierende sind in Planung.

## Persönlichkeiten
- Abdul Haque (Schriftsteller)
- Bonde Ali Mia (Dichter)
- Osman Ghani Khan (Vorsitzender des United Nations Board of Auditors)
- P. C. Sorcar (Zauberer)
- Selim Al Din (Dramatiker)
- Shajahan Siraj (Minister)
- Shamsul Haque (Politiker der Awami Muslim League)